# Black Mesa (gra komputerowa)
Black Mesa (pierwotnie Black Mesa: Source stylizowane na BLλCK MESA) – remake firmy Crowbar Collective gry Half-Life z 1998 roku.
Podczas swojego ośmioletniego okresu rozwoju, Black Mesa została wyróżniona w kilku publikacjach zajmującymi się grami wideo i otrzymała bezpośrednią uwagę od Valve Corporation. Ze względu na długi czas rozwoju modyfikacji, stałe są opóźnienia i malejące aktualizacje dotyczące statusu jego zakończeniu. Opóźnienia spowodowały, że Wired przyznał Black Mesa wysokie miejsce na ich liście "Vaporware roku" w 2009 i 2010 roku.
Pierwsza część Black Mesa, która zawierała modyfikacje rozdziałów od Do wnętrza Black Mesa do Rdzeń Lambda, została udostępniona do pobrania 14 września 2012 roku. Valve Corporation, w drodze głosowania publicznego na Steam Greenlight, zatwierdziło Black Mesę do dystrybucji na platformie Steam, gdzie została wydana jako wczesny dostęp 5 maja 2015 r.

## Rozgrywka
Black Mesa to gra z gatunku First-person shooter, która wymaga od gracza wykonywania zadań bojowych i rozwiązywania zagadek do postępów w grze. Sedno rozgrywki pozostaje niezmienione od oryginalnego Half-Life; gracz może nieść szereg broni, które znajduje za pośrednictwem przebiegu gry, ale musi również zlokalizować amunicje dla większości broni. Postać gracza jest chroniona przez kombinezon HEV, który monitoruje kondycję gracza i może być ładowany, służy jako tarcza, wchłaniając ograniczoną ilość obrażeń. Apteczki i akumulatory można znaleźć rozrzucone w grze, a także stacje, w których można ładować zarówno zdrowie, jak i kombinezon.

## Fabuła
Fabuła Black Mesa jest niemal identyczna fabuła Half-Life'a, do rozdziału Rdzeń Lambda. Podobnie jak w oryginalnej grze, gracz kontroluje Gordona Freemana, naukowca pracującego w tajnej bazie Black Mesa znajdującej się gdzieś na pustyni w stanie Nowy Meksyk w USA. Zostaje zmuszony do walki m.in. ze stworzeniami z innego świata o nazwie Xen, po tym jak nastąpiła kaskada rezonansowa podczas utraty kontroli nad jednym z eksperymentów. Freeman przetrwa, znajdzie innych ocalałych i sprawia, że dostaje się na powierzchnię dzięki kombinezonowi, który chroni go przed zagrożeniami. Po dotarciu na powierzchnię, znajduje obiekt oczyszczony z jakiejkolwiek żywej istoty – człowieka lub obcej – przez siły zbrojne. Od innych naukowców Freeman dowiaduje się, że jedynym sposobem, aby zatrzymać inwazje obcych jest przejście na Xen i zabicie przywódce obcych Nihilantha, aby zakończyć ten horror.